# Schloss Draßburg

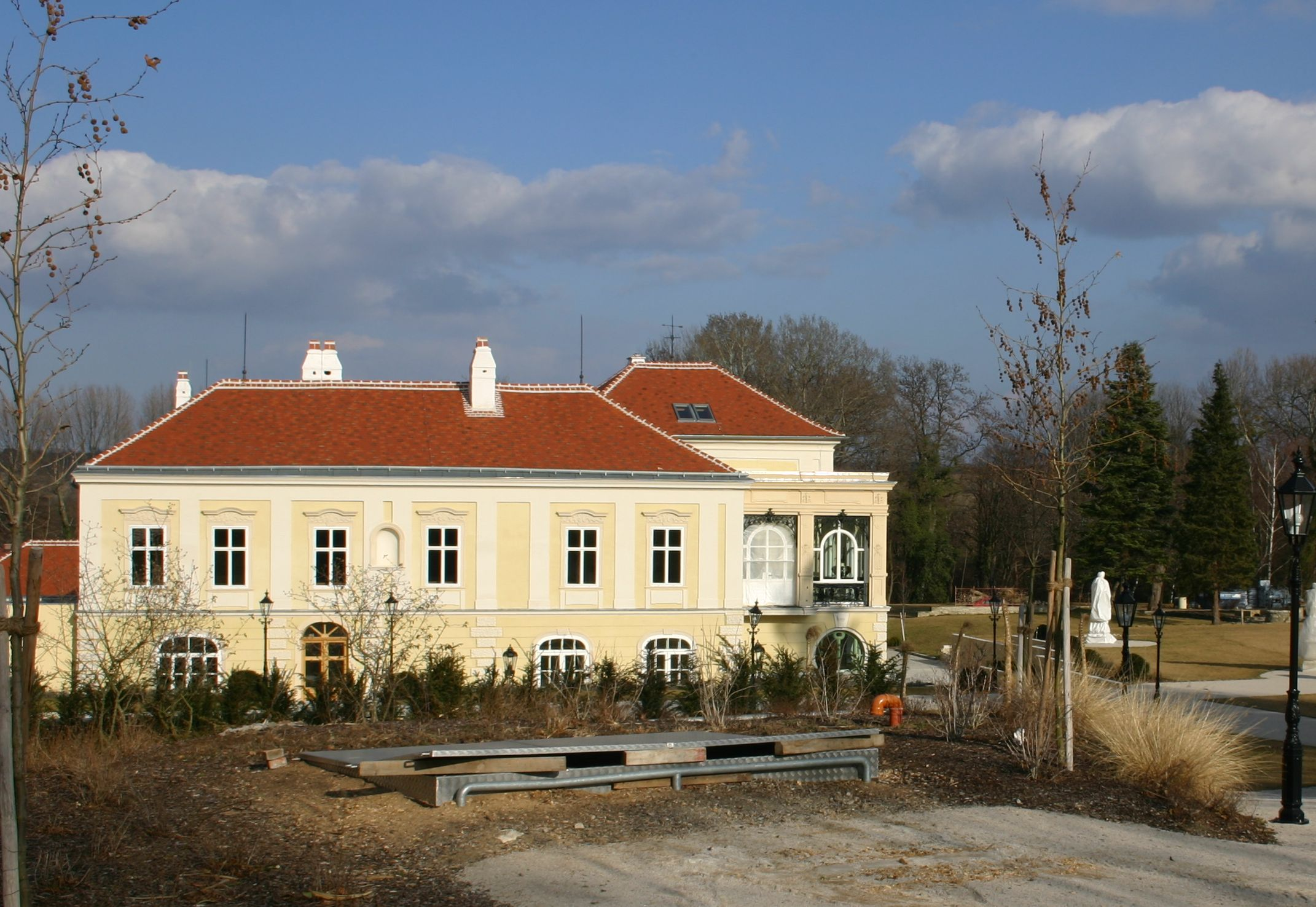
Schloss von der Seite, rechts beginnt der Garten. (2012)

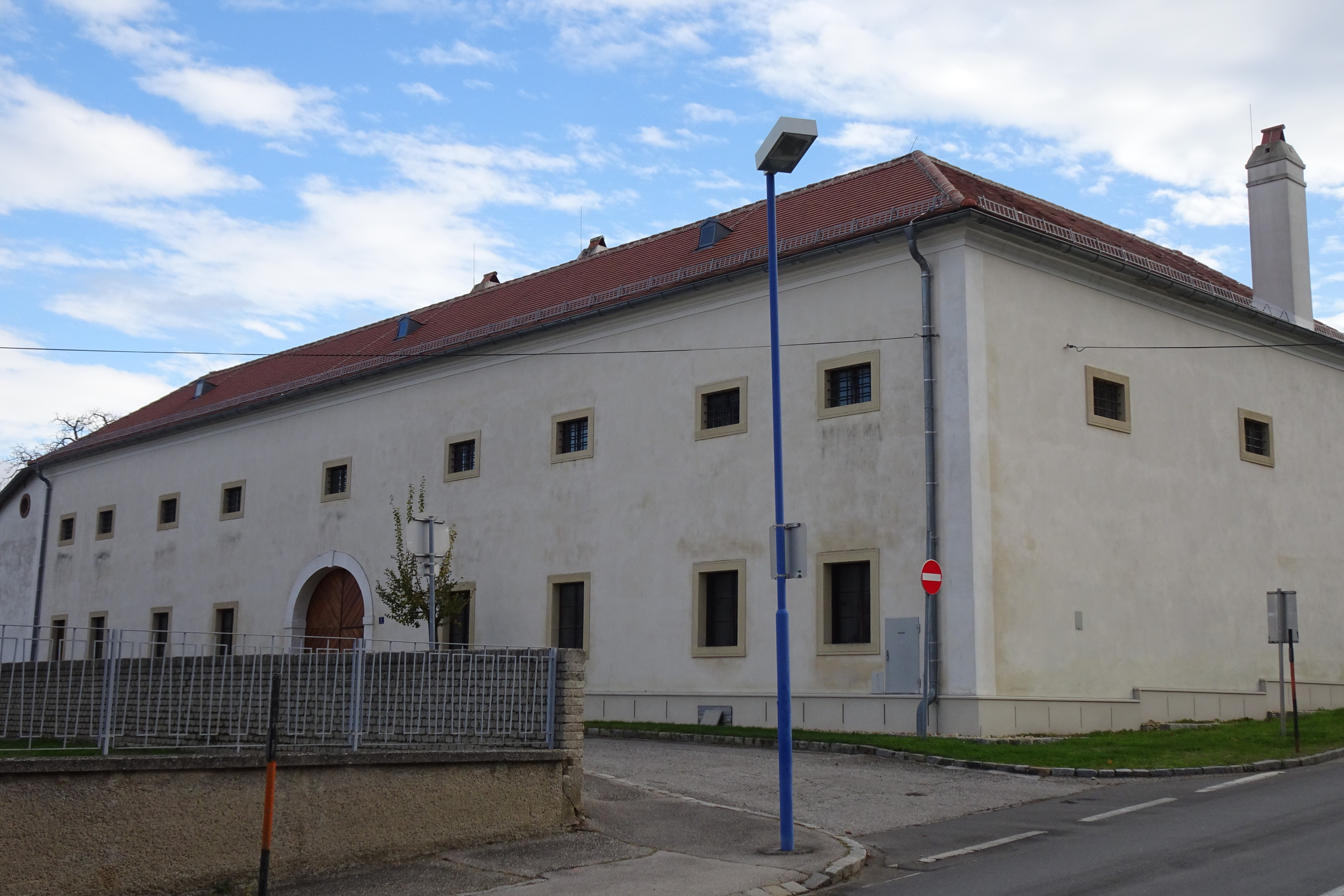
Der ehemalige Schüttkasten

Das Schloss Draßburg ist eine Schlossanlage im Ortsteil Untergut der Gemeinde Draßburg im österreichischen Burgenland. Es steht unter Denkmalschutz (Listeneintrag).

## Geschichte
Das Schloss geht zurück auf ein Edelgut, das 1546 erstmals urkundlich Erwähnung fand, als es der Graner Erzbischof an den Grafen Thomas Nádasdy vergab. Dessen Familie schloss das Gut und die dazugehörigen Besitzungen ihrer Herrschaft Sárvár an.
Nach dem Tod von Thomas Nádasdy ging das Gut an seinen Bruder Christoph über, der den Edelhof ausbaute, und nach dessen Tod an den Sohn Thomas Nádasdys, Franz (II.) Nádasdy. Dieser verpfändete 1591 das Untergut an Emmerich Megyery, den Vizegespan des Komitates Ödenburg, um 6000 fl. Zudem erhielt Megyery die Erlaubnis, um 500 fl. neue Gebäude errichten zu dürfen. Die Familie Megyery war bis 1663 Pfandinhaber von Schloss und Gut Draßburg, als Sigismund II. Megyery das Pfand an Franz (III.) Nádasdy zurückgab.
Graf Franz Nádasdy, seines Zeichens königlicher Hofrichter, ließ den damaligen Bau im 17. Jahrhundert zu einem Schloss aus- und umbauen. Nach seiner Verhaftung und Hinrichtung im Jahr 1671 wegen Verschwörung gegen das Habsburger Herrscherhaus wurden seine sämtlichen Güter – darunter auch das Draßburger Schloss – beschlagnahmt.
1672 kam die Anlage an die Familie Zichy, ehe sie Karl Graf Zichy 1715 an die Familie Meskó verkaufte. Eva Maria Meskó ließ um 1750 das Schloss im Stil des Barock umgestalten und einen Schlossgarten anlegen. Die Meskós konnten sich jedoch nicht allzu lange an ihrem umgestalteten Bau erfreuen, denn nach einigen Prozessen mussten sie ihn im Jahre 1795 wieder an die Grafen Zichy abtreten.
Nachdem Graf Nikolaus Zichy verstorben war, verkaufte dessen Sohn Alexander das Schloss in Draßburg 1870 an den Siegendorfer Zuckerfabrikanten Konrad Patzenhofer, der es im Stil der Zeit renovieren ließ. Am Ende des Zweiten Weltkriegs hatte das Gebäude unter Plünderungen zu leiden, die ihre sichtbaren Spuren hinterließen. Erst in den 1960er Jahren waren alle Schäden wieder ausgebessert, sodass das Schloss im Anschluss 20 Jahre lang bis 1987 als Hotel geführt werden konnte.
Nachdem das Schloss seit 2001 ungenutzt und unbewohnt gewesen war, kaufte es 2008 ein deutscher Geschäftsmann und ließ es samt Nebengebäuden nach alten Plänen grundlegend renovieren.

## Beschreibung
Bei Schloss Draßburg handelt es sich um eine Dreiflügelanlage auf hufeisenförmigem Grundriss mit dazugehörigen Wirtschaftsgebäuden.
Den ältesten Teil des Gebäudes bildet sein Mitteltrakt, bestehend aus einem dreigeschoßigen, turmartigen Bau mit Zeltdach, der noch in die Zeit der Romanik zurückreicht. Sein Portal ist mit einer Büste und einer Inschriftentafel geschmückt.
Auf den Hofseiten der beiden Flügel befinden sich Arkadengänge. Der Westflügel besitzt zudem Fassadendekorationen aus dem 19. Jahrhundert.
Im Erdgeschoß befindet sich eine frühbarocke Grottenanlage.

### Schlosspark

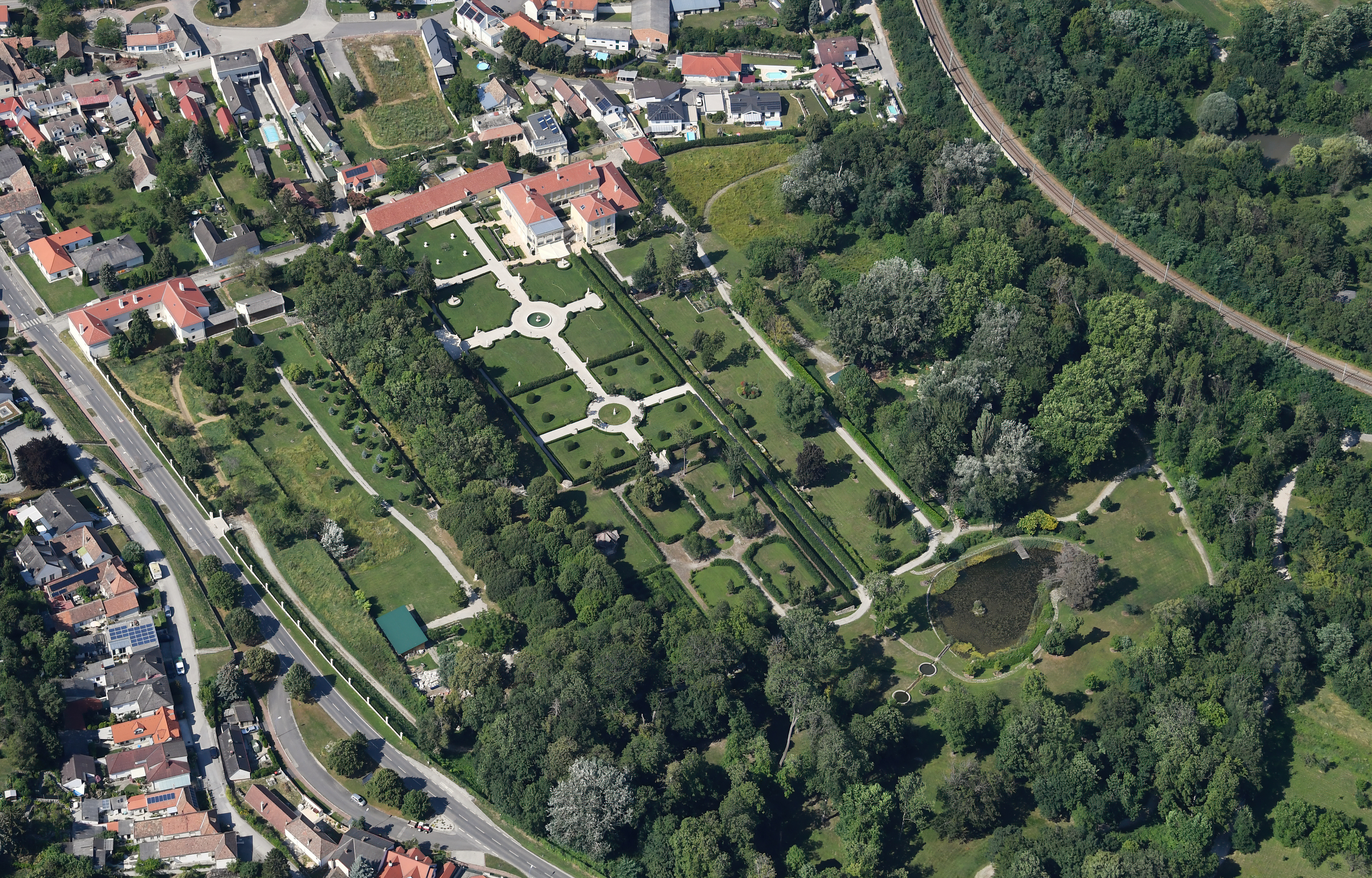
Schloss Draßburg und sein Schlosspark von Süden aus der Luft gesehen

Umgeben ist das Schloss von einem terrassenartig angelegten, 10 Hektar großen Garten. Der barocke Zier- und Landschaftsgarten wurde um 1750 angelegt und ist trotz späterer Umgestaltungen gut erhalten. Der Schlosspark gehört zu den bedeutendsten gartenarchitektonischen Denkmalen Österreichs und steht als solches explizit unter Denkmalschutz (Nr. 2 im Anhang zu § 1 Abs. 12 DMSG und in der Denkmalliste).  Den Bauphasen entsprechend ist er zum Teil in französischem, zum Teil in englischem Stil. Trotz dieser Umgestaltungen zählt er zu den besterhaltenen Parks des 18. Jahrhunderts in Österreich. In ihm sind zwölf Sandsteinfiguren von Jakob Christoph Schletterer aufgestellt, die neun Musen sowie die Götter Apollo, Diana und Athene darstellen.